# 病毒棋
病毒棋（俄语：Война вирусов），出現是1980年代聖彼得堡國立大學，屬於紙筆遊戲的兩人棋類。

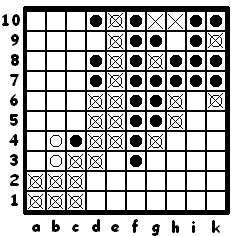
病毒棋局面

## 棋具
- 棋盤為10*10棋格。

## 棋規
- 術語解釋：
  - 棋塊：指互相以邊或角相連的符號群，至少一枚。
  - 活符號：指沒有塗改的符號，有O、X兩種。
  - 死符號：指已被塗改過的符號，被塗改後就不可改變，有●、※兩種。
  - 生棋塊：指至少包含一枚活符號的棋塊。

- O與※代表一方的活符號與死符號；X與●代表另一方的活符號與死符號。

- 每方回合必須正好執行五著，除每方第一著需填在己方左側任意格外，其餘必須選擇以下行動：
  - 增生：將一個自己活符號填在己方生棋塊的鄰邊或鄰角格。
  - 感染：塗改一枚在己方生棋塊鄰邊或鄰角格的敵方活符號，O被畫成●；X被畫成※。

- 若不能執行五著，則該玩家輸掉遊戲。[1]

## 外部連結
- 遊戲介紹 （页面存档备份，存于）